# Kyyttikarinnokka
Kyyttikarinnokka este o arie protejată (arie specială de conservare — SAC, sit de importanță comunitară — SCI) din Finlanda întinsă pe o suprafață de 0,02 ha, integral pe uscat.

## Localizare
Centrul sitului Kyyttikarinnokka este situat la coordonatele 65°33′59″N 25°10′02″E / 65.5664°N 25.1672°E.

## Înființare
Situl Kyyttikarinnokka a fost declarat sit de importanță comunitară în mai 2002 pentru a proteja 1 specie de plante. Situl a fost protejat și ca arie specială de conservare în aprilie 2015.

## Biodiversitate
Situată în ecoregiunea boreală, aria protejată conține 1 habitat natural: Păduri naturale în etape succesive primare ale suprafețelor emergente de coastă.
La baza desemnării sitului se află o specie protejată de  plante: Moehringia lateriflora.